# Morocco International 2010
Die Morocco International 2010 fanden vom 25. bis zum 27. Juni 2010 in Rabat, der Hauptstadt von Marokko, statt. Es war die erste Auflage der Titelkämpfe.

## Finalergebnisse
| Disziplin    | Sieger                          | Finalist                         | Ergebnis            |
| ------------ | ------------------------------- | -------------------------------- | ------------------- |
| Herreneinzel | Pedro Martins                   | Oliver Fossy                     | 21–12, 21–11        |
| Dameneinzel  | Alaa Fatty                      | Rajae Rochdy                     | 19-21, 21–11, 21–9  |
| Herrendoppel | Oliver Fossy Jean-Michel Lefort | Manuel Batista Stephan Kutzhalov | 21–14, 21–14        |
| Damendoppel  | Arba Nawar Rajae Rochdy         | Dena Abudlfateh Alaa Fatty       | 21–10, 17–21, 21–19 |
| Mixed        | Abdelrahman Kashkal Alaa Fatty  | Luka Zdenjak Rajae Rochdy        | 21–18, 19–21, 21–15 |